# Alone in the Jungle
Alone in the Jungle è un cortometraggio muto del 1913 diretto da Colin Campbell. Prodotto dalla Selig Polyscope Company e sceneggiato da Otto Breitkreutz, il film aveva come interpreti Tom Santschi, Bessie Eyton, Frank M. Clark, Lillian Hayward, Wheeler Oakman.

## Produzione
Il film fu prodotto dalla Selig Polyscope Company.

## Distribuzione
Distribuito dalla General Film Company, il film - un cortometraggio in due bobine - uscì nelle sale cinematografiche statunitensi il 14 giugno 1913.